# Fotbollshall

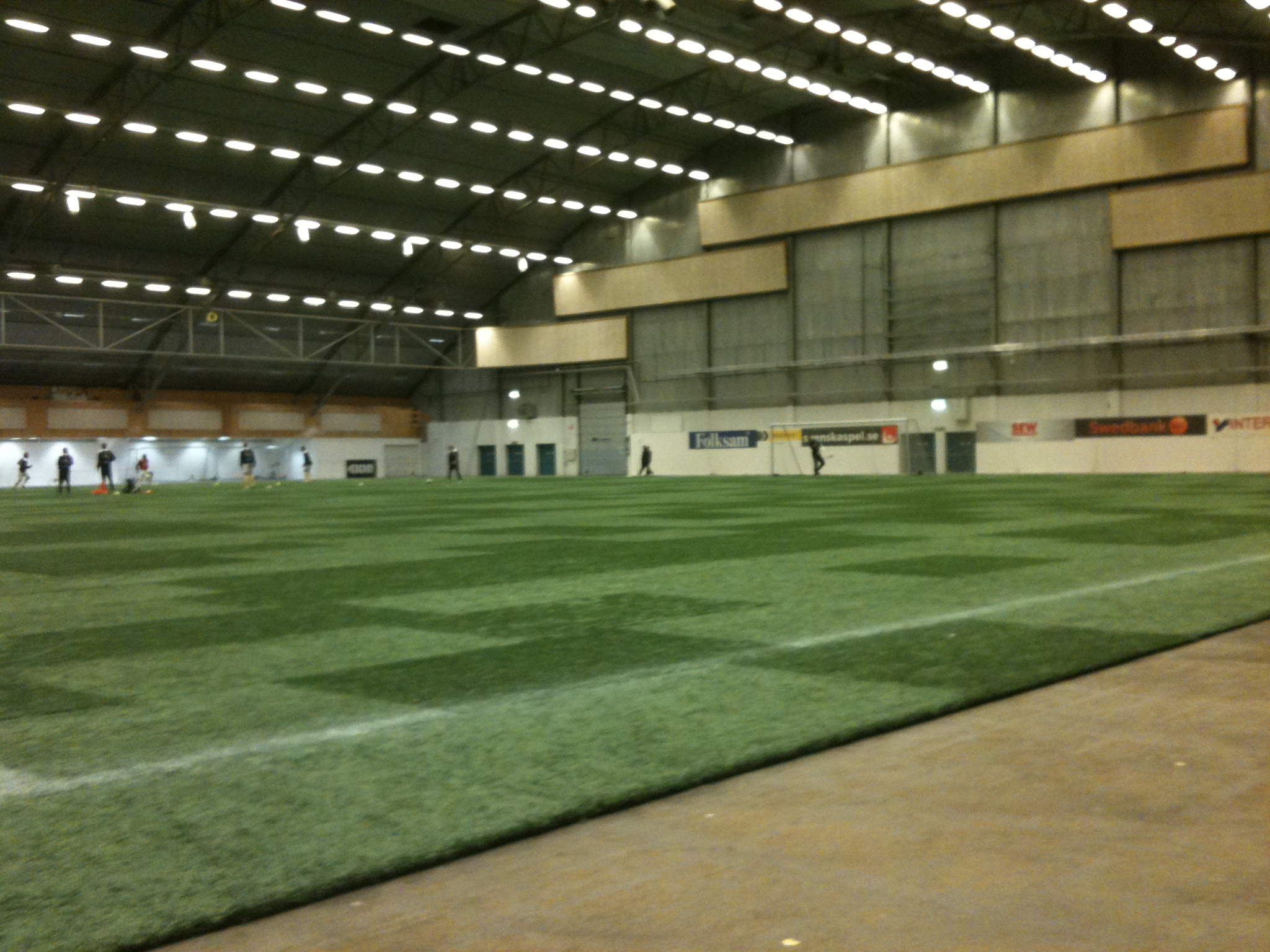
Fotbollshallen Elmiahallen i Jönköping.

En Fotbollshall är en specialanpassad lokal där fotboll kan bedrivas inomhus, vilket oftast utnyttjas i delar av världen med starkt vinterklimat.
I Sverige har så kallade tipshallar med fullmåtts spelyta för fotboll byggts i Jönköping, Växjö, Strängnäs (slutade redan på 90-talet att användas för fotboll) och Sundsvall. Utöver dessa har även Arcushallen och Vinnarhallen på Riksidrottsförbundets anläggning i Bosön utanför Stockholm full elvamannaplan. Sommaren 2015 invigdes Prioritet Serneke Arena i Kviberg i nordöstra Göteborg och hösten 2019 Ryda fotbollshall i Borås. Dessutom finns några uppblåsbara hallar, så kallad övertryckshall eller airdome.
Fullmåttshallarna för fotboll är dock få, och inomhusfotboll och futsal får vanligtvis bedrivas i sporthallarna, som är mindre.
Vissa utomhusanläggningar för fotboll, till exempel Amsterdam Arena och Stockholms båda nya arenor Strawberry Arena och 3Arena, har tak som kan öppnas och stängas.
Vid VM i fotboll har matcher spelats inomhus två gånger, 1994 i Pontiac Silverdome och 2002 i Sapporo Dome.